# Skisprung-Grand-Prix in Wisła 2022
Der Skisprung-Grand-Prix in Wisła 2022 (offiziell FIS Ski Jumping Summer Grand Prix in Wisła 2022) fand vom 22. bis 24. Juli 2022 auf der Malinka in Wisła, Polen, statt und war das Auftaktspringen des Skisprung-Grand-Prix 2022. Der Wettbewerb bestand aus je zwei Einzelspringen der Damen und Herren.

## Programm und Zeitplan
Das Programm des Grand-Prix-Auftaktes war auf drei Tage verteilt.
| \| Wisła \| |
| Wisła       |

| Wisła |

## Teilnehmende Nationen und Athleten
Es nahmen 85 Skispringer (33 Damen und 52 Herren) aus 15 Nationen teil.
| Nation               | Anzahl               | Athletin                                                                                        | Athlet |
| Europa (13 Nationen) | Europa (13 Nationen) | Europa (13 Nationen)                                                                            | Europa (13 Nationen) |
| -------------------- | -------------------- | ----------------------------------------------------------------------------------------------- | --- |
| Bulgarien            | 1                    |                                                                                                 | Wladimir Sografski |
| Deutschland          | 4+4                  | Anna Rupprecht, Selina Freitag, Pauline Heßler, Katharina Althaus                               | Pius Paschke, Andreas Wellinger, Stephan Leyhe, Karl Geiger |
| Estland              | 2                    |                                                                                                 | Kevin Maltsev, Artti Aigro |
| Finnland             | 1+4                  | Jenny Rautionaho                                                                                | Eetu Meriläinen, Antti Aalto, Niko Kytösaho, Eetu Nousiainen |
| Frankreich           | 2                    | Julia Clair, Joséphine Pagnier                                                                  | |
| Norwegen             | 1+3                  | Karoline Røstad                                                                                 | Sølve Jokerud Strand, Kristoffer Eriksen Sundal, Joacim Ødegård Bjøreng |
| Österreich           | 5+7                  | Vanessa Moharitsch, Julia Mühlbacher, Chiara Kreuzer, Jacqueline Seifriedsberger, Marita Kramer | David Haagen, Maximilian Steiner, Francisco Mörth, Stefan Rainer, Thomas Lackner, Ulrich Wohlgenannt, Clemens Aigner |
| Polen                | 2+12                 | Nicole Konderla, Kinga Rajda                                                                    | Aleksander Zniszczoł (nur Einzelspringen I), Andrzej Stękała (nur Einzelspringen I), Jakub Wolny, Paweł Wąsek, Dawid Kubacki, Kamil Stoch, Piotr Żyła Nationale Gruppe: Jan Habdas (nur Einzelspringen I), Kacper Juroszek (nur Einzelspringen I), Jarosław Krzak (nur Einzelspringen I), Maciej Kot, Tomasz Pilch (nur Einzelspringen I) |
| Rumänien             | 4+2                  | Alessia Mîțu-Cosca, Andreea Diana Trâmbițaș, Delia Folea, Daniela Haralambie                    | Daniel Cacina, Andrei Feldorean |
| Slowenien            | 4+5                  | Taja Bodlaj, Katra Komar, Urša Bogataj, Nika Križnar                                            | Tilen Bartol, Jan Bombek, Jernej Presečnik, Bor Pavlovčič, Domen Prevc |
| Slowakei             | 1                    | Tamara Mesíková                                                                                 | |
| Tschechien           | 2+2                  | Klára Ulrichová, Karolína Indráčková (nur Einzelspringen I)                                     | Radek Rýdl, Roman Koudelka |
| Ukraine              | 1+2                  | Tetjana Pylyptschuk                                                                             | Witalij Kalinitschenko, Jewhen Marussjak |
| Asien (2 Nationen)   |                      |                                                                                                 | |
| Japan                | 5+6                  | Kurumi Ichinohe, Ringo Miyajima, Riko Sakurai, Yuka Kobayashi, Haruka Iwasa                     | Shinnosuke Fujita, Reruhi Shimizu, Rikuta Watanabe, Keiichi Satō, Junshirō Kobayashi, Naoki Nakamura |
| Kasachstan           | 1+2                  | Weronika Schischkina                                                                            | Sabyrschan Muminow, Danil Wassiljew |

## Bericht
| Rang                                | Athletin          | Punkte |
| ----------------------------------- | ----------------- | ------ |
|                                     | Urša Bogataj      | 180    |
|                                     | Nika Križnar      | 160    |
|                                     | Marita Kramer     | 125    |
| 04.                                 | Joséphine Pagnier | 110    |
| 05.                                 | Selina Freitag    | 086    |
| 06.                                 | Katharina Althaus | 085    |
| 07.                                 | Chiara Kreuzer    | 076    |
| 08.                                 | Yuka Kobayashi    | 056    |
| 09.                                 | Julia Clair       | 052    |
| 10.                                 | Pauline Heßler    | 049    |
| Stand nach Grand-Prix in Wisła 2022 |                   |        |

| Rang                                | Athlet            | Punkte |
| ----------------------------------- | ----------------- | ------ |
|                                     | Dawid Kubacki     | 180    |
|                                     | Kamil Stoch       | 180    |
|                                     | Jakub Wolny       | 110    |
| 04.                                 | Karl Geiger       | 100    |
| 05.                                 | Andreas Wellinger | 070    |
| 06.                                 | Piotr Żyła        | 066    |
| 07.                                 | Paweł Wąsek       | 062    |
| 08.                                 | Maciej Kot        | 060    |
| 09.                                 | Pius Paschke      | 053    |
| 10.                                 | Domen Prevc       | 052    |
| Stand nach Grand-Prix in Wisła 2022 |                   |        |

### Vorbericht
Am 15. Juni 2022 begann um 12:00 Uhr der dreiphasige Eintrittskartenverkauf. An der Veranstaltung durften wegen des russischen Überfalls auf die Ukraine keine russischen und belarussischen Athleten teilnehmen. Das wurde am 5. Juli 2022 vom Internationalen Skiverband (FIS) bestätigt und bis zum Ende der Sommersaison 2022 verlängert. Am 16. Juli 2022 wurde bekannt gegeben, dass sich 38 Damen und 55 Herren für die Qualifikation angemeldet hatten. Wer die sechs Teilnehmerinnen aus Polen sein sollten, wurde am 19. Juli 2022 entschieden. An den Start gingen schließlich nur zwei polnische Springerinnen. Am 20. Juli 2022 teilte der Deutsche Skiverband (DSV) mit, dass Philipp Raimund und Constantin Schmid wegen einer positiven Coronainfektion nicht teilnehmen werden. Zudem fehlte Markus Eisenbichler wegen Trainings- und Belastungssteuerung. Bei den Damen fehlte Luisa Görlich aus familiären Gründen und Juliane Seyfarth hatte das letzte Trainingslager vor dem Grand-Prix ausfallen lassen.
Wegen der COVID-19-Pandemie waren japanische Herren in den Jahren 2020 und 2021 nicht an den Start gegangen, auch die Japanerinnen mussten 2021 auf den Start verzichten. Einige Länder schickten ihre Top-Athleten nicht in die Qualifikation wie Ryōyū Kobayashi und Sara Takanashi aus Japan, Stefan Kraft und Daniela Iraschko-Stolz aus Österreich, Peter Prevc und Ema Klinec aus Slowenien, Marius Lindvik, Halvor Egner Granerud, Robert Johansson und Silje Opseth aus Norwegen. China, Italien, Kanada, Schweiz und USA verzichteten komplett auf den Start in Wisła. Einen Tag bevor der Prolog (Damen) und die Qualifikation (Herren) am 22. Juli 2022 begannen, wurde die offizielle Startliste der Damen und Herren bekannt gegeben. Es gingen 33 Damen und 52 Herren an den Start.

### Freitag, der 22. Juli 2022 – offizielles Training, Prolog und Qualifikation

#### Offizielles Training Damen
Das erste Training gewannen die Slowenin Urša Bogataj mit 121 Metern und die Französin Joséphine Pagnier mit 120,5 Metern, da sie beide die gleiche Punkteanzahl erhielten. Dahinter erreichte die Österreicherin Marita Kramer (117,5 m) Platz drei. Auch das zweite Training gewann die Slowenin Urša Bogataj mit 124,5 Metern vor der Slowenin Nika Kriznar (119 m) und der Deutschen Katharina Althaus (120 m).

#### Herren
Das erste Training gewann der Deutsche Andreas Wellinger mit 136,5 Metern vor den beiden Polen Kamil Stoch (126 m) und Dawid Kubacki (125 m). Die beiden Polen Piotr Żyła mit 124 Metern und Dawid Kubacki mit 124,5 Metern gewannen das zweite Training wegen gleicher Punktezahl vor dem Polen Kamil Stoch (126 m).

#### Prolog Damen
Wegen des kleinen Starterfeldes wurde statt einer Qualifikation ein Prolog durchgeführt. Ihn gewann die Österreicherin Marita Kramer mit 130,5 Metern und 131,5 Punkten vor der Slowenin Urša Bogataj (126,5 m und 127,6 Punkte) und der Französin Joséphine Pagnier (119,0 m und 121,4 Punkte). Die Polin Kinga Rajda und die Norwegerin Karoline Roestad wurden nach ihrem Sprung wegen eines irregulären Anzugs disqualifiziert. Aus dem gleichen Grund wurden Vanessa Moharitsch aus Österreich und Taja Bodlaj aus Slowenien auf der Skisprungschanze vom Wettbewerb ausgeschlossen, bevor sie sprangen. Die Tschechin Karolína Indráčková trat beim Prolog wegen Rückenproblemen nach einem Sturz auf Inlinern nicht an.
Alle, die zum Prolog antraten, nicht antraten oder disqualifiziert worden waren, starteten zum ersten Einzel-Wettkampf einen Tag später.

#### Qualifikation Herren
Die Qualifikation begann mit 52 Athleten bei Temperaturen um 30 Grad. Der 35-jährige Pole Piotr Żyła gewann die Qualifikation mit 124,5 Metern und 122,2 Punkten vor seinen Teamkollegen Dawid Kubacki (121,0 m und 115,7 Punkte) und Aleksander Zniszczoł (121,5 m und 114,0 Punkte). Der Pole Jarosław Krzak wurde vor seinem Sprung wegen eines irregulären Anzugs disqualifiziert. Ebenfalls disqualifiziert wurden die Kasachen Sabyrschan Muminow, Danil Wassiljew und der Norweger Joacim Ødegård Bjøreng.
Für den ersten Durchgang qualifizierten sich folgende 48 Athleten: Piotr Żyła, Dawid Kubacki, Aleksander Zniszczoł, Kamil Stoch, Thomas Lackner, Maciej Kot, Karl Geiger, Paweł Wąsek, Jakub Wolny, Naoki Nakamura, Tomasz Pilch, Tilen Bartol, Andreas Wellinger, Niko Kytösaho, Artti Aigro, Francisco Mörth, Wladimir Sografski, Keiichi Satō, Bor Pavlovčič, Jan Habdas, Clemens Aigner, Reruhi Shimizu, Jan Bombek, Kacper Juroszek, Pius Paschke, Stephan Leyhe, Ulrich Wohlgenannt,
Andrzej Stękała, Eriksen Kristoffer Sundal, Maximilian Steiner, Patrik Vitez, Kevin Maltsev, David Haagen, Stefan Rainer, Eetu Nousiainen, Roman Koudelka, Daniel Cacina, Andrei Feldorean, Rikuta Watanabe, Junshirō Kobayashi, Sølve Jokerud Strand, Radek Rýdl, Witalij Kalinitschenko, Domen Prevc, Eetu Meriläinen, Jernej Presečnik, Shinnosuke Fujita und Jewhen Marussjak.

### Samstag, der 23. Juli 2022 – Probedurchgang und Wettkampfspringen

#### Probedurchgang Damen
Den Probedurchgang gewann die Slowenin Urša Bogataj mit 123 Metern vor den Österreicherinnen Marita Kramer (113,5 m) und Chiara Kreuzer (119 m).

#### Probedurchgang Herren
Der Pole Tomasz Pilch wurde mit 122 Metern vor dem Polen Piotr Żyła (123,5 m) und dem Polen Kamil Stoch (121,5 m) Erster im Probedurchgang.

#### Einzelspringen I Damen
Der erste Durchgang begann um 10:30 Uhr. Ihn gewann die Österreicherin Marita Kramer mit 119 Metern vor der Französin Josephine Pagnier (125 m) und der Slowenin Urša Bogataj (121,5 m). Die Slowenin Niki Križnar (116,5 m) wurde Vierte. Auf den Plätzen fünf und sechs sprangen die Österreicherin Chiara Kreuzer (118,5 m) und die Deutsche Selina Freitag (123,5 m). Die beiden hatten schon einen deutlichen Rückstand auf die vier Erstplatzierten. Da nur 32 Teilnehmerinnen am ersten Durchgang teilnahmen, schieden nur die zwei Rumäninnen Delia Folea (90,5 m) und Alessia Mîțu-Cosca (69,0 m) aus. Der zweite Durchgang begann um 11:25 Uhr. Das Finale gewann die Slowenin Urša Bogataj mit 118,5 Metern vor der Österreicherin Marita Kramer (118 m) und der Slowenin Nika Križnar (124,5 m). Die ersten drei lagen nur 0,1 Punkte auseinander. Die Französin Josephine Pagnier (109,5 m) verfehlte die Platzierung unter den ersten drei knapp. Hinter ihr lagen die Deutsche Katharina Althaus (111,5 m) und Österreicherin Chiara Kreuzer (114,5 m). Die Plätze sieben und acht belegten die Deutsche Selina Freitag (109,5 m) und die Japanerin Yuka Kobayashi (104 m).

#### Herren
Der erste Durchgang begann statt um 15 Uhr zehn Minuten später. Der Pole Jakub Wolny gewann mit 129,5 Metern vor seinen beiden Teamkollegen Kamil Stoch (124,0 m) und Piotr Żyła (126,0 m) den ersten Durchgang. Paweł Wąsek (128,0 m) aus Polen wurde Vierter. Fünfter wurde der Österreicher Thomas Lackner (128,5 m) und Platz sechs belegte der Deutsche Karl Geiger (123,5 m). Der zweite Durchgang begann um 16:16 Uhr. Im Finale sprang der Pole Dawid Kubacki von Platz acht mit 134,5 Metern zum Tagessieg. Dahinter folgten der Pole Kamil Stoch (120,0 m) und der Deutsche Karl Geiger (126,0 m) auf den Plätzen zwei und drei. Vierter wurde der zur Halbzeit führende Jakub Wolny (116,0 m). Auf die Plätze fünf bis sieben kamen die Polen Maciej Kot (124,5 m), Piotr Żyła (119,0 m) und Paweł Wąsek (117,5 m). Achter wurde der Österreicher Thomas Lackner (119,0 m).

### Sonntag, der 24. Juli 2022 – Probedurchgang, Prolog und Wettkampfspringen

#### Probedurchgang Damen
Den Probedurchgang gewannen die beiden Sloweninnen Urša Bogataj mit 123 Metern und Nika Križnar mit 125 Metern vor der Österreicherin Marita Kramer (120,5 m) mit 1,3 Punkten Vorsprung, Vierte wurde die Österreicherin Chiara Kreuzer (120,5 m). Die Polin Nicole Konderla belegte mit 114,5 Metern zusammen mit der Japanerin Yuka Kobayashi (111,5 m) den achten Platz.

#### Prolog Herren
Den Prolog gewann der Pole Kamil Stoch mit 133,5 Metern vor seinen beiden Teamkollegen Dawid Kubacki (126,5 m) und Piotr Żyła (123,5 m). Vierter wurde der Este Artti Aigro (130 m), und Fünfter der Österreicher Thomas Lackner (121,5 m). Alle, die beim Prolog antraten, starteten beim zweiten Einzelwettkampf.

#### Einzelspringen II Damen
Den um 17:30 Uhr startenden ersten Durchgang gewann die Slowenin Nika Križnar mit 129,5 Metern vor der Französin Josephine Pagnier (123 m) und der Slowenin Urša Bogataj (121,5 m). Vierte wurde die Deutsche Selina Freitag (123,5 m), Fünfte die Slowenin Taja Bodlaj (120,0 m). Das Finale begann um 18:29 Uhr. Es gewann die Slowenin Nika Križnar mit 121 Metern und einem Vorsprung von 16,4 Punkten auf die auf Platz zwei liegende Teamkollegin Urša Bogataj (121,5 m). Dritte wurde die Französin Joséphine Pagnier (116 m). Die Deutsche Selina Freitag (115 m) verteidigte ihren vierten Platz aus dem ersten Durchgang. Von Platz sieben schob sich die Österreicherin Marita Kramer (117 m) auf den fünften Platz nach vorn.

#### Herren
Um 13:02 Uhr begann der erste Durchgang, den der Pole Kamil Stoch mit 132,5 Metern vor seinen beiden Teamkollegen Dawid Kubacki (131 m) und Jakub Wolny (131,5 m) gewann. Vierter wurde der Slowene Domen Prevc (128,5 m) und der Deutsche Karl Geiger (127,5 m) Fünfter. Überraschend Sechster wurde der Österreicher Francisco Mörth (122,0 m). Das Finale begann um 14:23. Es gewann der Pole Kamil Stoch mit 126,5 Metern. Neben ihm auf dem Siegerpodest standen seine beiden Teamkollegen Dawid Kubacki (128 m) und Jakub Wolny (130 m). Der Deutsche Andreas Wellinger (130,5 m) wurde Vierter. Der Österreicher Francisco Mörth (134,5 m) verbesserte sich von Platz sechs auf den fünften Platz.

## Ergebnisse Damen

### Einzelspringen I
- Wetter 1 Durchgang: teilweise bewölkt, Temperatur oben am Start: 25,5 °C, Temperatur unten im Ziel: 26,0 °C, Wind in m/s: minimal: -0.37, maximal: 1.15, durchschnittlich: 0.42
- Wetter 2 Durchgang: teilweise bewölkt, Temperatur oben am Start: 26,1 °C, Temperatur unten im Ziel: 28,3 °C, Wind in m/s: minimal: -0.33, maximal: 1.08, durchschnittlich: 0.28

| Rang | Name                       | Weite 1      | Weite 2      | Punkte |
| ---- | -------------------------- | ------------ | ------------ | ------ |
|      | Urša Bogataj               | 121,5 m 0(3) | 118,5 m 0(2) | 242,5  |
|      | Marita Kramer              | 119,0 m 0(1) | 118,0 m 0(3) | 242,4  |
|      | Nika Križnar               | 116,5 m 0(4) | 124,5 m 0(1) | 242,3  |
| 04   | Joséphine Pagnier          | 125,0 m 0(2) | 109,5 m 0(7) | 223,1  |
| 05   | Katharina Althaus          | 114,0 m 0(7) | 111,5 m 0(4) | 219,6  |
| 06   | Chiara Kreuzer             | 118,5 m 0(5) | 114,5 m 0(5) | 217,5  |
| 07   | Selina Freitag             | 123,5 m 0(6) | 109,5 m 0(6) | 214,7  |
| 08   | Yuka Kobayashi             | 116,0 m 0(9) | 104,0 m (12) | 186,5  |
| 09   | Pauline Heßler             | 108,5 m (11) | 112,5 m 0(8) | 185,5  |
| 10   | Julia Clair                | 112,0 m (10) | 111,0 m (11) | 183,4  |
| 11   | Jacqueline Seifriedsberger | 109,5 m 0(8) | 101,0 m (17) | 182,9  |
| 12   | Anna Rupprecht             | 109,5 m (12) | 103,5 m (18) | 169,5  |
| 13   | Katra Komar                | 107,0 m (15) | 108,0 m (12) | 168,3  |
| 14   | Ringo Miyajima             | 107,5 m (13) | 108,0 m (14) | 166,8  |
| 15   | Taja Bodlaj                | 103,0 m (21) | 110,5 m 0(9) | 165,9  |
| 16   | Klára Ulrichová            | 107,0 m (16) | 107,0 m (15) | 163,2  |
| 17   | Jenny Rautionaho           | 105,0 m (18) | 104,5 m (16) | 160,3  |

| Rang                                          | Name                    | Weite 1       | Weite 2       | Punkte        |
| --------------------------------------------- | ----------------------- | ------------- | ------------- | ------------- |
| 18                                            | Nicole Konderla         | 102,0 m (20)  | 100,5 m (20)  | 150,0         |
| 19                                            | Daniela Haralambie      | 103,0 m (14)  | 100,0 m (24)  | 149,0         |
| 20                                            | Julia Mühlbacher        | 103,0 m (19)  | 098,5 m (21)  | 147,8         |
| 21                                            | Vanessa Moharitsch      | 100,5 m (23)  | 100,5 m (19)  | 147,8         |
| 22                                            | Kurumi Ichinohe         | 107,0 m (17)  | 098,5 m (23)  | 147,3         |
| 23                                            | Kinga Rajda             | 086,0 m (26)  | 113,5 m (10)  | 141,1         |
| 24                                            | Riko Sakurai            | 098,5 m (24)  | 099,0 m (22)  | 136,5         |
| 25                                            | Tamara Mesíková         | 096,5 m (25)  | 091,0 m (26)  | 112,8         |
| 26                                            | Tetjana Pylyptschuk     | 101,5 m (22)  | 081,0 m (28)  | 110,3         |
| 27                                            | Haruka Iwasa            | 085,0 m (27)  | 095,5 m (25)  | 098,2         |
| 28                                            | Andreea Diana Trâmbițaș | 086,0 m (29)  | 092,5 m (27)  | 088,2         |
| 29                                            | Weronika Schischkina    | 084,0 m (28)  | 083,5 m (29)  | 072,6         |
| 30                                            | Karoline Røstad         | 081,5 m (30)  | 078,0 m (30)  | 059,1         |
| Für den zweiten Durchgang nicht qualifiziert: |                         |               |               |               |
| 31                                            | Delia Folea             | 081,0 m (31)  | –             | 029,6         |
| 32                                            | Alessia Mîțu-Cosca      | 069,0 m (32)  | –             | 002,7         |
|                                               | Karolína Indráčková     | Did not start | Did not start | Did not start |

### Einzelspringen II
- Wetter 1 Durchgang: sonnig, Temperatur oben am Start: 25,6 °C, Temperatur unten im Ziel: 24,2 °C, Wind in m/s: minimal: -0.47, maximal: 1.30, durchschnittlich: 0.54
- Wetter 2 Durchgang: klar, Temperatur oben am Start: 23,9 °C, Temperatur unten im Ziel: 23,2 °C, Wind in m/s: minimal: -0.34, maximal: 1.02, durchschnittlich: 0.37

| Rang | Name                       | Weite 1      | Weite 2      | Punkte |
| ---- | -------------------------- | ------------ | ------------ | ------ |
|      | Nika Križnar               | 129,5 m 0(1) | 121,0 m 0(1) | 238,6  |
|      | Urša Bogataj               | 121,5 m 0(3) | 121,5 m 0(2) | 222,2  |
|      | Joséphine Pagnier          | 123,0 m 0(2) | 116,0 m 0(4) | 218,8  |
| 04   | Selina Freitag             | 123,5 m 0(4) | 115,0 m 0(6) | 209,9  |
| 05   | Marita Kramer              | 118,0 m 0(7) | 117,0 m 0(7) | 202,6  |
| 06   | Katharina Althaus          | 112,0 m 0(9) | 122,0 m 0(3) | 201,2  |
| 07   | Chiara Kreuzer             | 115,5 m 0(8) | 120,0 m 0(5) | 199,4  |
| 08   | Taja Bodlaj                | 120,0 m 0(5) | 102,5 m (15) | 182,0  |
| 09   | Ringo Miyajima             | 117,5 m (10) | 114,5 m 0(5) | 180,3  |
| 10   | Julia Clair                | 119,5 m 0(6) | 101,5 m (16) | 176,9  |
| 11   | Yuka Kobayashi             | 110,0 m (12) | 109,5 m (14) | 174,8  |
| 12   | Anna Rupprecht             | 112,0 m (11) | 106,5 m (14) | 170,3  |
| 13   | Pauline Heßler             | 107,5 m (13) | 110,0 m (10) | 167,4  |
| 14   | Daniela Haralambie         | 107,5 m (13) | 105,5 m (12) | 161,2  |
| 15   | Nicole Konderla            | 107,5 m (17) | 112,0 m 0(9) | 157,5  |
| 16   | Jacqueline Seifriedsberger | 103,5 m (15) | 100,5 m (17) | 151,9  |
| 17   | Tamara Mesíková            | 095,5 m (18) | 110,0 m (13) | 150,1  |

| Rang                                          | Name                    | Weite 1          | Weite 2          | Punkte           |
| --------------------------------------------- | ----------------------- | ---------------- | ---------------- | ---------------- |
| 18                                            | Klára Ulrichová         | 103,0 m (19)     | 102,0 m (20)     | 130,9            |
| 19                                            | Riko Sakurai            | 095,5 m (20)     | 100,0 m (21)     | 127,6            |
| 20                                            | Julia Mühlbacher        | 096,5 m (21)     | 098,0 m (19)     | 127,5            |
| 21                                            | Kurumi Ichinohe         | 090,5 m (23)     | 100,0 m (18)     | 126,2            |
| 22                                            | Haruka Iwasa            | 103,0 m (16)     | 090,5 m (24)     | 123,4            |
| 23                                            | Katra Komar             | 092,0 m (22)     | 091,0 m (22)     | 109,9            |
| 24                                            | Tetjana Pylyptschuk     | 092,5 m (24)     | 089,0 m (23)     | 105,8            |
| 25                                            | Vanessa Moharitsch      | 097,0 m (25)     | 085,0 m (25)     | 091,6            |
| 26                                            | Andreea Diana Trâmbițaș | 091,5 m (26)     | 082,5 m (27)     | 074,7            |
| 27                                            | Weronika Schischkina    | 076,5 m (27)     | 085,0 m (26)     | 063,0            |
| 28                                            | Karoline Røstad         | 078,0 m (28)     | 075,0 m (28)     | 042,5            |
| 29                                            | Delia Folea             | 072,0 m (29)     | 071,5 m (29)     | 014,8            |
| 30                                            | Alessia Mîțu-Cosca      | 066,0 m (30)     | 070,5 m (30)     | 006,3            |
| Für den zweiten Durchgang nicht qualifiziert: |                         |                  |                  |                  |
| 31                                            | Kinga Rajda             | 070,0 m (31)     | –                | 001,9            |
|                                               | Jenny Rautionaho        | Disqualifikation | Disqualifikation | Disqualifikation |

## Ergebnisse Herren

### Einzelspringen I
- Wetter 1 Durchgang: bewölkt / Regen, Temperatur oben am Start: 29,1 °C, Temperatur unten im Ziel: 28,2 °C, Wind in m/s: minimal: -1.25, maximal: 0.18, durchschnittlich: -0.50
- Wetter 2 Durchgang: wechselnde Bedingungen, Temperatur oben am Start: 28,3 °C, Temperatur unten im Ziel: 30,2 °C, Wind in m/s: minimal: -0.60, maximal: 0.55, durchschnittlich:0.02

| Rang | Name                 | Weite 1      | Weite 2      | Punkte |
| ---- | -------------------- | ------------ | ------------ | ------ |
|      | Dawid Kubacki        | 123,5 m 0(8) | 134,5 m 0(1) | 261,3  |
|      | Kamil Stoch          | 124,0 m 0(2) | 120,0 m 0(3) | 254,2  |
|      | Karl Geiger          | 123,5 m 0(6) | 126,0 m 0(2) | 252,5  |
| 04   | Jakub Wolny          | 129,5 m 0(1) | 116,0 m (16) | 245,5  |
| 05   | Maciej Kot           | 115,0 m 0(7) | 124,5 m 0(4) | 245,4  |
| 06   | Piotr Żyła           | 126,0 m 0(3) | 119,0 m (11) | 244,6  |
| 07   | Paweł Wąsek          | 128,0 m 0(4) | 117,5 m (14) | 241,2  |
| 08   | Thomas Lackner       | 128,5 m 0(5) | 119,0 m (21) | 238,4  |
| 09   | Aleksander Zniszczoł | 118,5 m (11) | 123,0 m 0(9) | 236,4  |
| 10   | Niko Kytösaho        | 125,5 m 0(8) | 123,0 m (14) | 235,9  |
| 11   | Pius Paschke         | 118,5 m (19) | 124,5 m 0(5) | 233,3  |
| 12   | Maximilian Steiner   | 119,0 m (10) | 121,5 m (22) | 232,8  |
| 13   | Andreas Wellinger    | 119,0 m (15) | 122,0 m 0(7) | 232,0  |
| 14   | Naoki Nakamura       | 116,0 m (14) | 119,0 m (13) | 228,9  |
| 15   | Domen Prevc          | 122,5 m (12) | 118,0 m (25) | 227,6  |
| 16   | Ulrich Wohlgenannt   | 113,5 m (29) | 126,5 m 0(6) | 225,5  |
| 17   | Tilen Bartol         | 111,0 m (26) | 124,5 m 0(8) | 224,7  |
| 18   | Roman Koudelka       | 116,5 m (18) | 120,0 m (18) | 224,3  |
| 19   | Patrik Vitez         | 116,0 m (25) | 124,0 m (12) | 224,0  |
| 20   | Kacper Juroszek      | 113,5 m (16) | 117,5 m (24) | 223,9  |
| 21   | Eetu Nousiainen      | 118,0 m (20) | 121,0 m (19) | 223,2  |
| 22   | Junshirō Kobayashi   | 113,5 m (27) | 123,5 m 0(9) | 222,7  |
| 23   | Jan Habdas           | 112,5 m (13) | 116,5 m (27) | 221,6  |
| 24   | Tomasz Pilch         | 113,5 m (21) | 120,5 m (23) | 221,4  |
| 25   | Kevin Maltsev        | 106,0 m (28) | 122,5 m (20) | 217,8  |

| Rang                                          | Name                      | Weite 1       | Weite 2       | Punkte        |
| --------------------------------------------- | ------------------------- | ------------- | ------------- | ------------- |
| 26                                            | Keiichi Satō              | 120,0 m (22)  | 120,0 m (26)  | 217,4         |
| 27                                            | Wladimir Sografski        | 117,0 m (30)  | 123,5 m (17)  | 217,2         |
| 28                                            | Artti Aigro               | 120,5 m (17)  | 114,5 m (30)  | 214,8         |
| 29                                            | Reruhi Shimizu            | 110,5 m (23)  | 117,5 m (28)  | 213,4         |
| 30                                            | Stephan Leyhe             | 118,0 m (24)  | 117,5 m (29)  | 212,4         |
| Für den zweiten Durchgang nicht qualifiziert: |                           |               |               |               |
| 31                                            | Bor Pavlovčič             | 115,0 m (31)  | –             | 102,6         |
| 32                                            | Andrzej Stękała           | 117,5 m (32)  | –             | 102,4         |
| 33                                            | David Haagen              | 109,0 m (33)  | –             | 101,5         |
| 34                                            | Kristoffer Eriksen Sundal | 112,5 m (34)  | –             | 100,7         |
| 35                                            | Francisco Mörth           | 108,5 m (35)  | –             | 099,5         |
| 36                                            | Rikuta Watanabe           | 105,0 m (36)  | –             | 095,8         |
| 37                                            | Stefan Rainer             | 109,0 m (37)  | –             | 095,7         |
| 38                                            | Sølve Jokerud Strand      | 108,5 m (38)  | –             | 094,8         |
| 39                                            | Eetu Meriläinen           | 109,5 m (39)  | –             | 093,6         |
| 40                                            | Jan Bombek                | 103,0 m (40)  | –             | 088,7         |
| 41                                            | Shinnosuke Fujita         | 099,5 m (41)  | –             | 085,9         |
| 42                                            | Daniel Cacina             | 103,0 m (42)  | –             | 081,1         |
| 43                                            | Andrei Feldorean          | 095,0 m (43)  | –             | 078,4         |
| 44                                            | Radek Rýdl                | 093,5 m (44)  | –             | 078,1         |
| 45                                            | Witalij Kalinitschenko    | 095,5 m (45)  | –             | 074,7         |
| 46                                            | Jernej Presečnik          | 091,0 m (46)  | –             | 068,5         |
| 47                                            | Jewhen Marussjak          | 085,0 m (47)  | –             | 049,8         |
|                                               | Clemens Aigner            | Did not start | Did not start | Did not start |

### Einzelspringen II
- Wetter 1 Durchgang: teilweise bewölkt, Temperatur oben am Start: 25,5 °C, Temperatur unten im Ziel: 26,1 °C, Wind in m/s: minimal: -0.24, maximal: 1.63, durchschnittlich: 0.68
- Wetter 2 Durchgang: sonnig, Temperatur oben am Start: 25,6 °C, Temperatur unten im Ziel: 25,9 °C, Wind in m/s: minimal: -0.30, maximal: 1.75, durchschnittlich: 0.64

| Rang | Name                   | Weite 1      | Weite 2      | Punkte |
| ---- | ---------------------- | ------------ | ------------ | ------ |
|      | Kamil Stoch            | 132,5 m 0(1) | 126,5 m 0(3) | 256,6  |
|      | Dawid Kubacki          | 131,0 m 0(2) | 128,0 m 0(7) | 252,4  |
|      | Jakub Wolny            | 131,5 m 0(3) | 130,0 m 0(5) | 249,2  |
| 04   | Andreas Wellinger      | 126,5 m 0(7) | 130,5 m 0(1) | 248,6  |
| 05   | Francisco Mörth        | 122,0 m 0(6) | 134,5 m 0(4) | 246,0  |
| 06   | Karl Geiger            | 127,5 m 0(5) | 135,5 m 0(6) | 245,5  |
| 07   | Domen Prevc            | 128,5 m 0(4) | 126,5 m 0(8) | 244,1  |
| 08   | Junshirō Kobayashi     | 127,5 m 0(8) | 128,0 m 0(9) | 238,6  |
| 09   | Pius Paschke           | 128,0 m (10) | 125,5 m (13) | 233.4  |
| 10   | Piotr Żyła             | 125,0 m 0(9) | 123,5 m (16) | 229,8  |
|      | Paweł Wąsek            | 115,0 m (23) | 131,0 m 0(2) | 229,8  |
| 12   | Niko Kytösaho          | 127,0 m (11) | 124,0 m (15) | 229,3  |
| 13   | Artti Aigro            | 125,0 m (16) | 126,0 m (11) | 227,6  |
| 14   | Ulrich Wohlgenannt     | 121,0 m (18) | 123,0 m (12) | 224,0  |
| 15   | Tilen Bartol           | 116,0 m (22) | 123,5 m (10) | 223,4  |
| 16   | Maciej Kot             | 118,5 m (15) | 119,5 m (17) | 220,7  |
| 17   | Keiichi Satō           | 128,0 m (14) | 123,0 m (19) | 219,4  |
| 18   | Thomas Lackner         | 125,0 m (13) | 120,5 m (22) | 218,6  |
| 19   | Joacim Ødegård Bjøreng | 122,0 m (19) | 122,5 m (18) | 216,1  |
| 20   | Patrik Vitez           | 117,0 m (24) | 124,5 m (14) | 215,3  |
| 21   | Reruhi Shimizu         | 124,5 m (17) | 119,0 m (23) | 210,7  |
| 22   | Maximilian Steiner     | 115,5 m (20) | 115,5 m (21) | 210,1  |
| 23   | Naoki Nakamura         | 122,0 m (12) | 110,0 m (27) | 207,2  |

| Rang                                          | Name                      | Weite 1       | Weite 2       | Punkte        |
| --------------------------------------------- | ------------------------- | ------------- | ------------- | ------------- |
| 24                                            | Kevin Maltsev             | 120,5 m (26)  | 115,0 m (20)  | 205,2         |
| 25                                            | Wladimir Sografski        | 118,0 m (21)  | 112,0 m (24)  | 202,8         |
| 26                                            | Stephan Leyhe             | 114,5 m (25)  | 115,0 m (25)  | 194,2         |
| 27                                            | Roman Koudelka            | 113,5 m (30)  | 117,5 m (26)  | 183,7         |
| 28                                            | Rikuta Watanabe           | 112,5 m (27)  | 109,5 m (28)  | 182,9         |
| 29                                            | Shinnosuke Fujita         | 116,5 m (29)  | 108,5 m (29)  | 182,9         |
| 30                                            | Eetu Nousiainen           | 113,5 m (28)  | 121,0 m (30)  | 169,2         |
| Für den zweiten Durchgang nicht qualifiziert: |                           |               |               |               |
| 31                                            | Jan Bombek                | 111,5 m (31)  | –             | 090,1         |
| 32                                            | Stefan Rainer             | 113,5 m (32)  | –             | 089,5         |
| 33                                            | Radek Rýdl                | 113,0 m (33)  | –             | 087,9         |
| 34                                            | David Haagen              | 109,0 m (34)  | –             | 085,7         |
| 35                                            | Bor Pavlovčič             | 109,0 m (35)  | –             | 085,3         |
| 36                                            | Kristoffer Eriksen Sundal | 109,5 m (36)  | –             | 084,3         |
|                                               | Daniel Cacina             | 112,0 m (36)  | –             | 084,3         |
| 38                                            | Sølve Jokerud Strand      | 106,0 m (38)  | –             | 083,7         |
| 39                                            | Danil Wassiljew           | 107,0 m (39)  | –             | 077,4         |
|                                               | Witalij Kalinitschenko    | 103,5 m (39)  | –             | 077.4         |
| 41                                            | Sabyrschan Muminow        | 103,0 m (41)  | –             | 074,3         |
| 42                                            | Jernej Presečnik          | 103,0 m (46)  | –             | 070,6         |
| 43                                            | Eetu Meriläinen           | 093,5 m (43)  | –             | 057,3         |
| 44                                            | Jewhen Marussjak          | 094,5 m (44)  | –             | 046,6         |
|                                               | Andrei Feldorean          | Did not start | Did not start | Did not start |

### Damen
- Ergebnis offizielles Training Freitag (PDF; 148 kB)
- Ergebnis Prolog Freitag (PDF; 147 kB)
- Ergebnis Probedurchgang Samstag (PDF; 144 kB)
- Ergebnis Einzelspringen I Samstag (PDF; 153 kB)
- Ergebnis Probedurchgang Sonntag (PDF; 144 kB)
- Ergebnis Einzelspringen II Sonntag (PDF; 152 kB)

### Herren
- Ergebnis offizielles Training Freitag (PDF; 156 kB)
- Ergebnis Qualifikation Freitag (PDF; 155 kB)
- Ergebnis Probedurchgang Samstag (PDF; 150 kB)
- Ergebnis Einzelspringen I Samstag (PDF; 160 kB)
- Ergebnis Prolog Sonntag (PDF; 154 kB)
- Ergebnis Einzelspringen II Sonntag (PDF; 159 kB)